# آنی بیشل
آنی بیشل (آلمانی: Anni Biechl؛ زادهٔ ۱۷ مارس ۱۹۴۰) دونده سرعت زن اهل آلمان بود.